# 青木直幸
青木 直幸（あおき なおゆき）は日本の財務官僚。

## 来歴
静岡県出身。静岡県立沼津東高等学校を経て、東京大学法学部卒業。1978年大蔵省入省（主税局調査課）。ドイツ留学後、在ドイツ日本国大使館公使などを務め、2007年財務省大臣官房政策評価審議官。2008年横浜税関長。2010年税務大学校長。2014年財務省大臣官房付、退官、ANA Cargo顧問。2016年エヌ・ティ・ティ・カードソリューション監査役。2019年損保ジャパン日本興亜アセットマネジメント取締役。
2024年秋、瑞宝中綬章受章。

## 職歴
- 1978年：大蔵省入省（主税局調査課）[2]
- 1979年：日本貿易振興会（ドイツ留学）[2]
- 1981年：運輸省大臣官房政策計画官付[2]
- 1983年：太田税務署長
- 1986年：外務省在ドイツ日本国大使館二等書記官
- 1992年：広島国税局課税第一部長
- 1994年：大阪税関総務部長
- 1996年：大蔵省大臣官房金融検査部企画官
- 1998年：経済企画庁総合計画局計画官（財政金融担当）
- 2000年：大阪国税局総務部長
- 2001年：外務省在ドイツ日本国大使館公使
- 2004年：国税庁長官官房会計課長
- 2005年：厚生労働省労働基準局勤労者生活部長
- 2007年：財務省大臣官房政策評価審議官兼大臣官房審議官
- 2008年：横浜税関長
- 2009年：財務省大臣官房審議官（大臣官房担当）
- 2010年：税務大学校長
- 2011年：財務省大臣官房付、退官、輸出入・港湾関連情報処理センター専務取締役
- 2014年：財務省大臣官房付、退官、ANA Cargo顧問
- 2016年：エヌ・ティ・ティ・カードソリューション監査役
- 2019年：損保ジャパン日本興亜アセットマネジメント取締役
- 2020年：SOMPOアセットマネジメント取締役